# Fusa
For other meanings of Fusa please see Fusa (disambiguation)
lat_seclon_seclon_minlat_deglon_deglat_min
Fusa je občina v administrativni regiji Hordaland na Norveškem.
1. ↑  »Forskrift om målvedtak i kommunar og fylkeskommunar« (v norveščini). Lovdata.no.